# 6月18日 (旧暦)
旧暦6月18日は旧暦6月の18日目である。六曜は大安である。

## できごと
- 元和6年（グレゴリオ暦1620年7月17日） - 徳川秀忠の五女・和子（東福門院）が後水尾天皇の女御として入内
- 享保8年（グレゴリオ暦1723年7月19日） - 徳川吉宗が人材登用のための「足高の制」を制定

## 誕生日
- 康治2年（ユリウス暦1143年7月31日） - 二条天皇、78代天皇（+ 1165年）
- 元徳2年（ユリウス暦1330年7月4日） - 足利義詮、室町幕府2代将軍（+ 1367年）
- 応永26年（ユリウス暦1419年7月10日） - 後花園天皇、102代天皇（+ 1470年）
- 寛政元年（グレゴリオ暦1789年7月10日） - 梁川星巌、漢詩人（+ 1858年）
- 同治8年（グレゴリオ暦1869年7月26日） - 花城長茂、琉球王国の唐手家（+ 1945年）

## 忌日
- 応保2年（ユリウス暦1162年7月31日） - 藤原忠実、関白（* 1078年）